# Isaak de Graaf

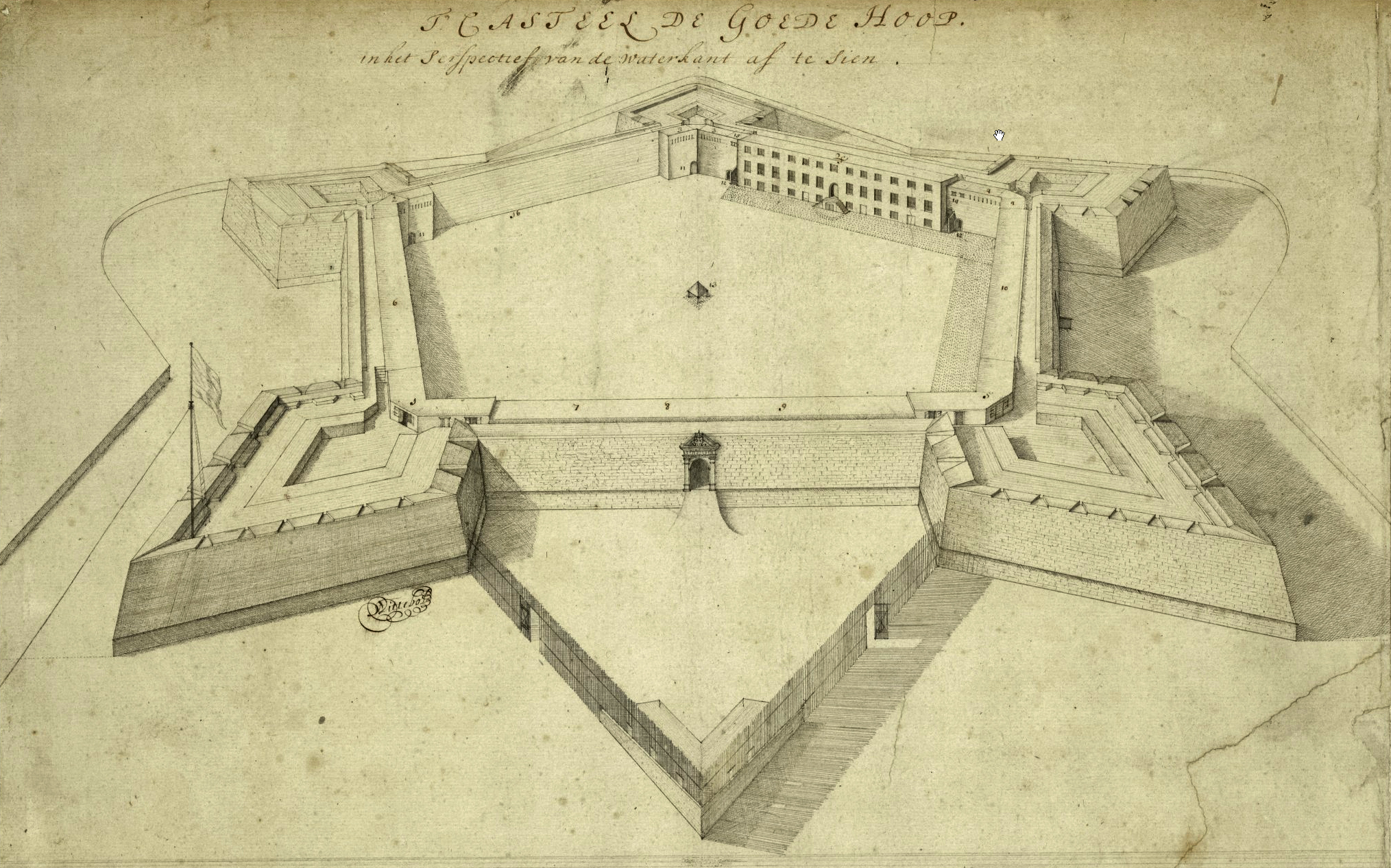
Isaak de Graaf
Linkerbovendeel van blad 5d uit het eerste deel van de voormalige Atlas Amsterdam. Deze deeltekening draagt als extra signatuur de naam 'Wittebol'.
Nationaal Archief - Den Haag.

Isaak de Graaf (Amsterdam, 1668 - 5 september 1743), ook Isaac en Izaak de Graaff, was een in Amsterdam geboren cartograaf. Hij vervaardigde de Atlas Amsterdam, met kaarten van alle vestigingen van de Verenigde Oost-Indische Compagnie (VOC).

## Biografie
Hij werd in 1668 in Amsterdam geboren als zoon van Abraham de Graaf en Susanna Pietersz Eppingh. Zijn vader was vanaf 1679 tot zijn overlijden in 1714 examinator van de stuurlieden in dienst van de VOC en daarbij de auteur van een aantal standaardwerken op het gebied van de navigatie (onder meer De Seven Boecken van de Groote Zeevaert, 1658). De jonge Isaak was zodoende vanaf zijn kinderjaren vertrouwd met de beginselen van de navigatie en de cartografie.
In 1691 was de Graaf als klerk in dienst van De Kamer Amsterdam; de Heren Zeventien gaven hem de opdracht een volledig kaartboek van de Afrika en Azië samen te stellen, inclusief alle VOC-bezittingen en haar vestigingen. Op dat moment vaarde de Vereenigde Oostindische Compagnie al bijna 100 jaar naar 'de Oost'. Er bestond dus veel materiaal dat op omslachtige wijze voor iedere afvaart verzameld moest worden. Het was efficiënter om te werken met een compleet naslagwerk. De Graaf kreeg hierdoor vroeg in zijn carrière een uitgelezen kans om zijn reputatie te vestigen. In 1691 begon hij aan het werk, ondersteund door diverse assistenten. Er werd een procesmatige manier van werken aangehouden bij het samenstellen van de atlas. Er werd één formaat aangehouden (53 x 73 cm). Waar de in Amsterdam aanwezige kaarten ontoereikend werden geacht, werden deze diverse keren vanuit Batavia ingescheept en vervoerd naar Amsterdam. Het was de verantwoordelijkheid van gouverneur-generaal mr. Willem van Outhoorn ervoor te zorgen dat de juiste kaarten naar Amsterdam kwamen. De Graaf tekende en kleurde alle 187 kaarten volgens dezelfde werkwijze. Hiermee ontstond in ongeveer 10 jaar een kwalitatief zeer hoogstaand werk. De Heren Zeventien waren zeer tevreden. Na de dood van mr. Joan Blaeu in 1705 boden zij De Graaf diens functie, zo werd hij de officiële cartograaf van de Vereenigde Oostindische Compagnie. Omdat de Kamer van Amsterdam opdrachtgever is geweest voor de atlas, is deze bekend geworden als de Atlas Amsterdam. In de atlas waren niet alleen kaarten van de zeeën binnen de invloedssfeer van de VOC opgenomen, maar ook de landgebieden inclusief nevenvestigingen en factorijen. Vrijwel elk gebied en elke plaats werd in afzonderlijke kaarten en plattegronden weergegeven, inclusief een legenda en vaak aangevuld met stadsgezichten en forten. Ook was er ruimte voor de resultaten van verkenningsexpedities zoals die naar het Zuydtland.

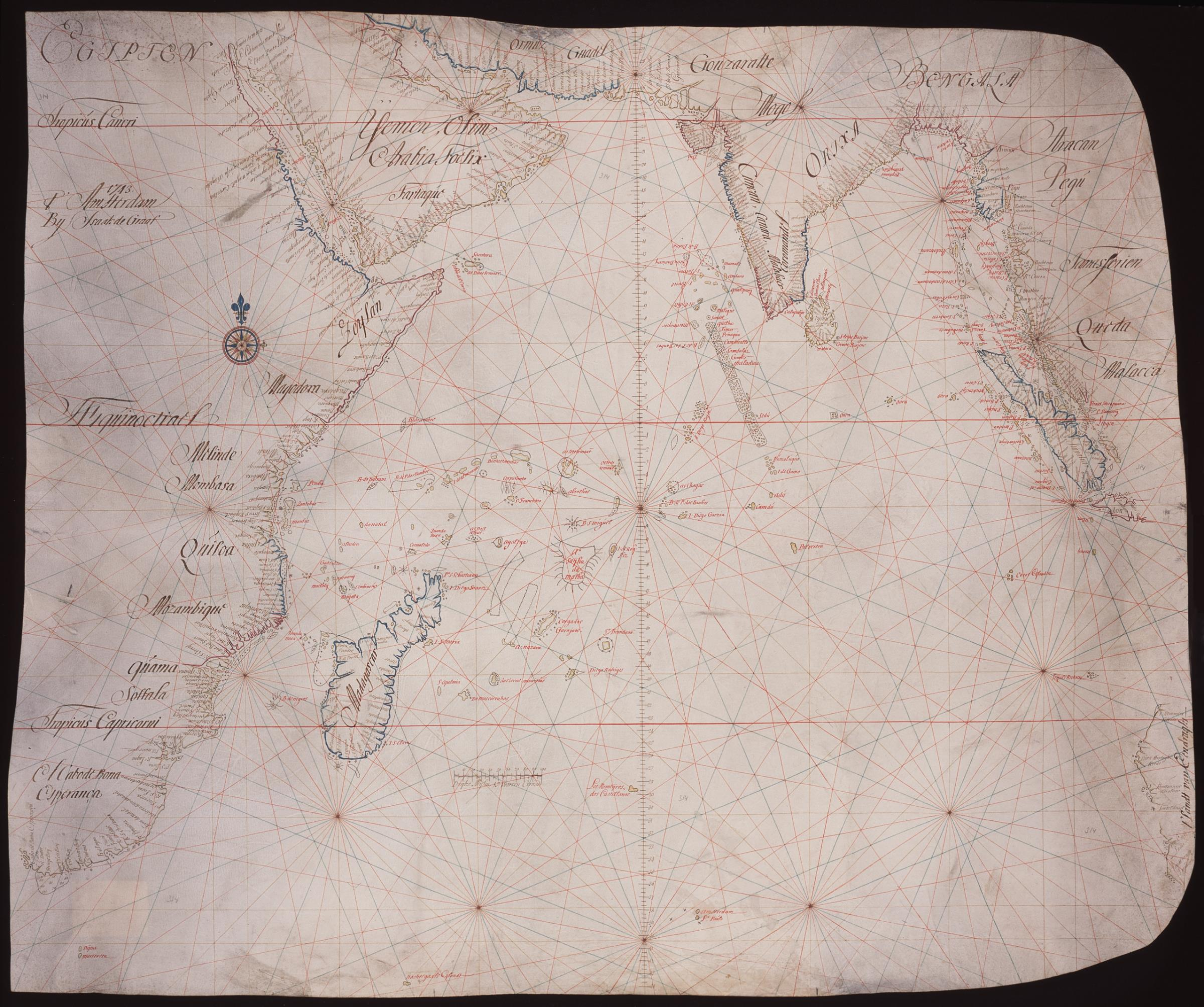
Isaak de Graaf
1743
Kaart van de Indische Zee, van de Kaap de Goede Hoop tot het eiland Java om de Noord, en een gedeelte van Nieuw-Holland om de Oost. De kaart heeft rechtsboven en rechtsonder rondingen.
Nationaal Archief - Den Haag.

In 1708 trad Isaak de Graaf in het huwelijk met Sanderina de Brauw uit Utrecht, met wie hij aanvankelijk woonde aan de Brouwersgracht in Amsterdam. Zij hadden het in financieel opzicht erg goed. Het jaarsalaris van De Graaf liep op van 500 gulden in 1691 tot 900 gulden in 1700 en uiteindelijk 2500 gulden in 1742.
De Graaf had verstand van financiële en economische principes. Hij schreef hierover meerdere verhandelingen (zie: Werken).
De Graaf overleed op 5 september 1743 in de leeftijd van 75 jaar; zijn functie bij de compagnie heeft hij tot zijn dood vervuld.

## Trivia
- De gedrukte Atlas Amsterdam is raadpleegbaar in de studiezaal van het Nationaal Archief te Den Haag.
- De Atlas Amsterdam wordt ook nu nog gebruikt omdat deze het mogelijk maakt de stedelijke ontwikkeling van belangrijke VOC-bestuurscentra te volgen tot circa 1800.
- De Diemermeer, gebouwd in 1736 voor de Kamer van Amsterdam op de VOC-werf in Amsterdam, verging bij Guinea in 1747. Het wrak werd in 2014 ontdekt door een groep duikers onder leiding van Peter Wytykowski. De originele navigatiekaart werd getekend door Isaak de Graaf; de kaart is eigendom van de Nationale Bibliotheek van Australië.

## Kaarten van Isaak de Graaf

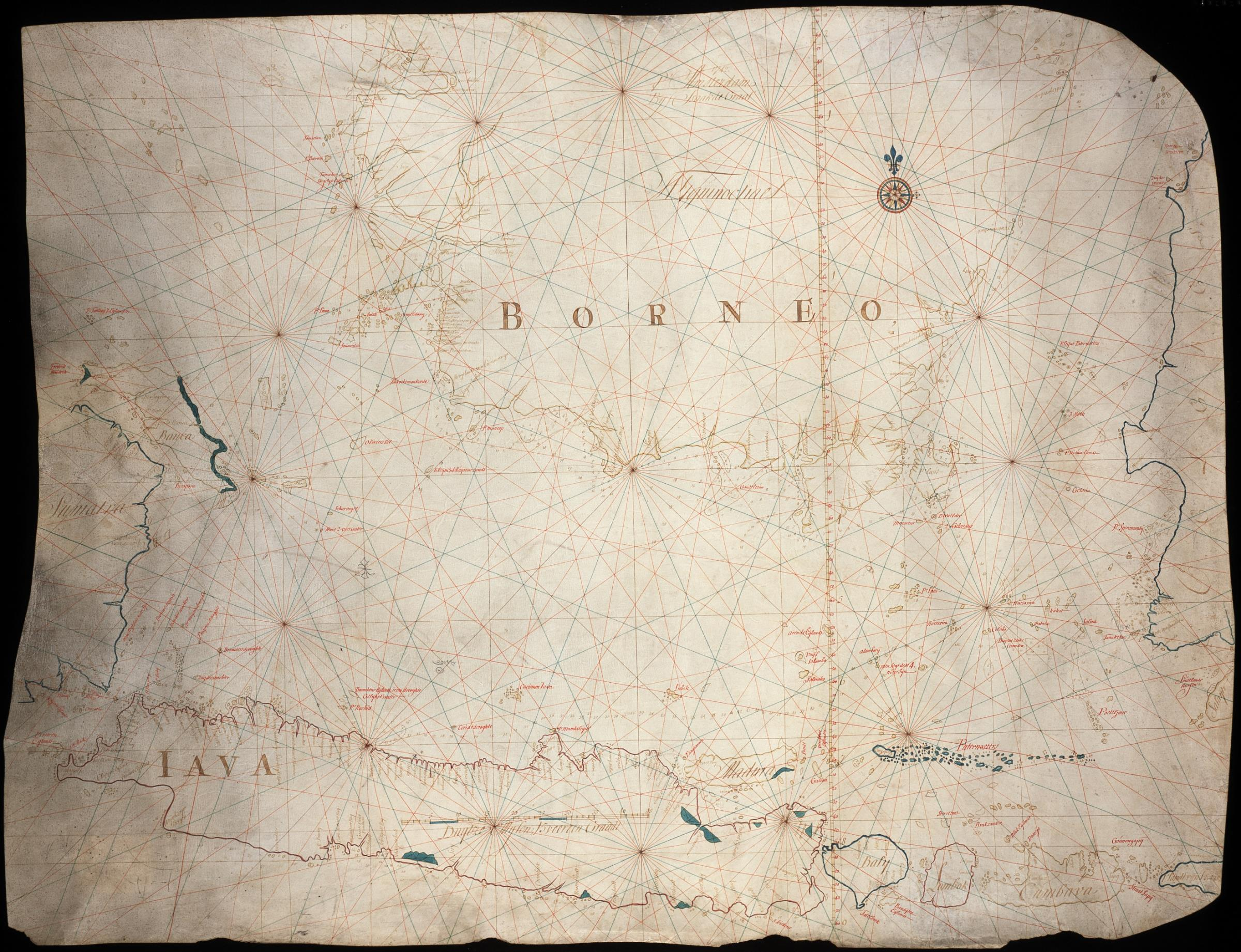
Kaart van een gedeelte van den Indischen Archipel, tusschen Sumatra en de Westkust van Celebes, een gedeelte van Borneo enz. 1741
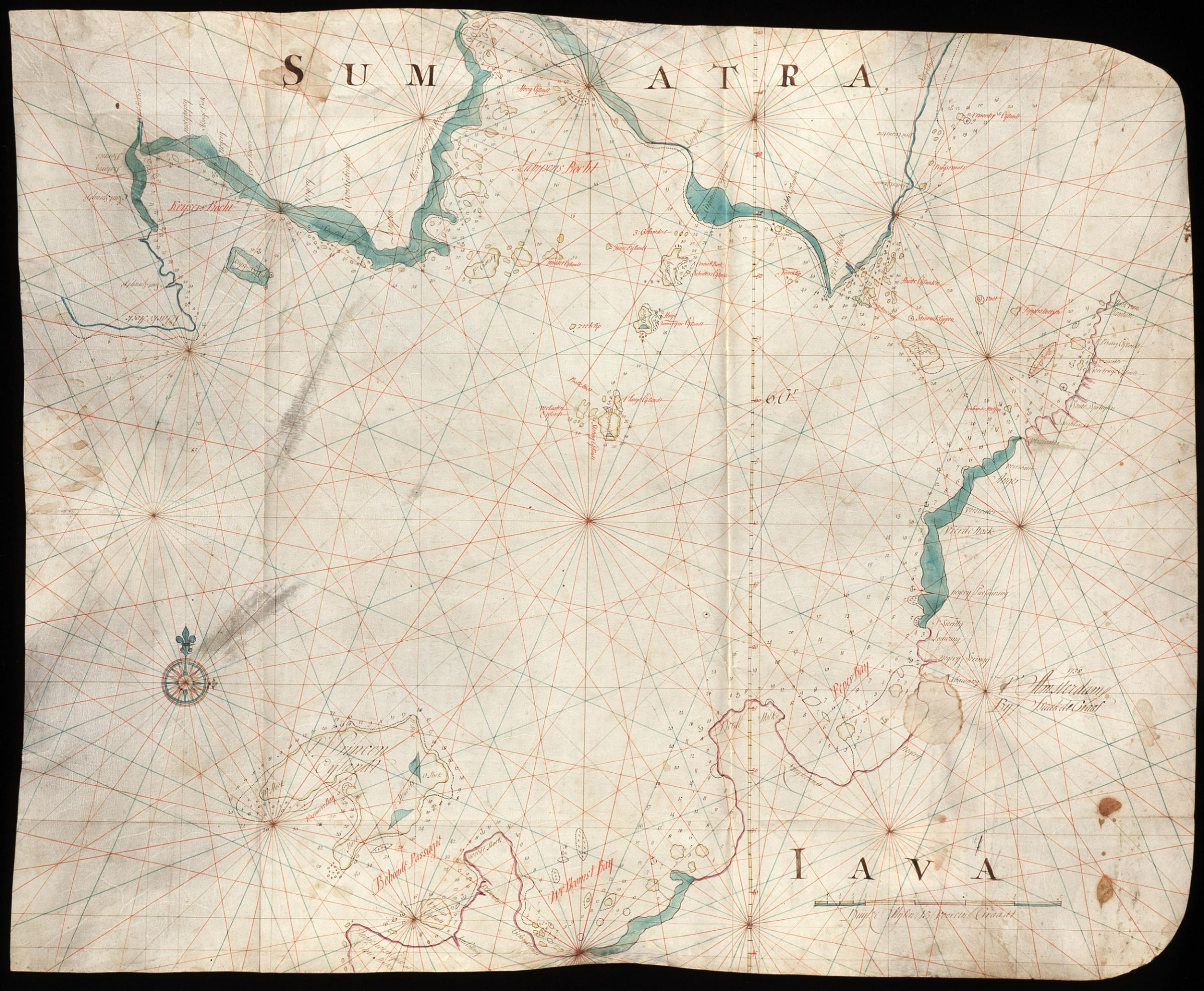
Kaart van Straat Soenda, van het Princen-Eyland tot den Hoek van Bantam. De baai hier aangeduid met 'Keysers Bocht', werd ook wel de 'Bocht Samanca' genoemd. 1738
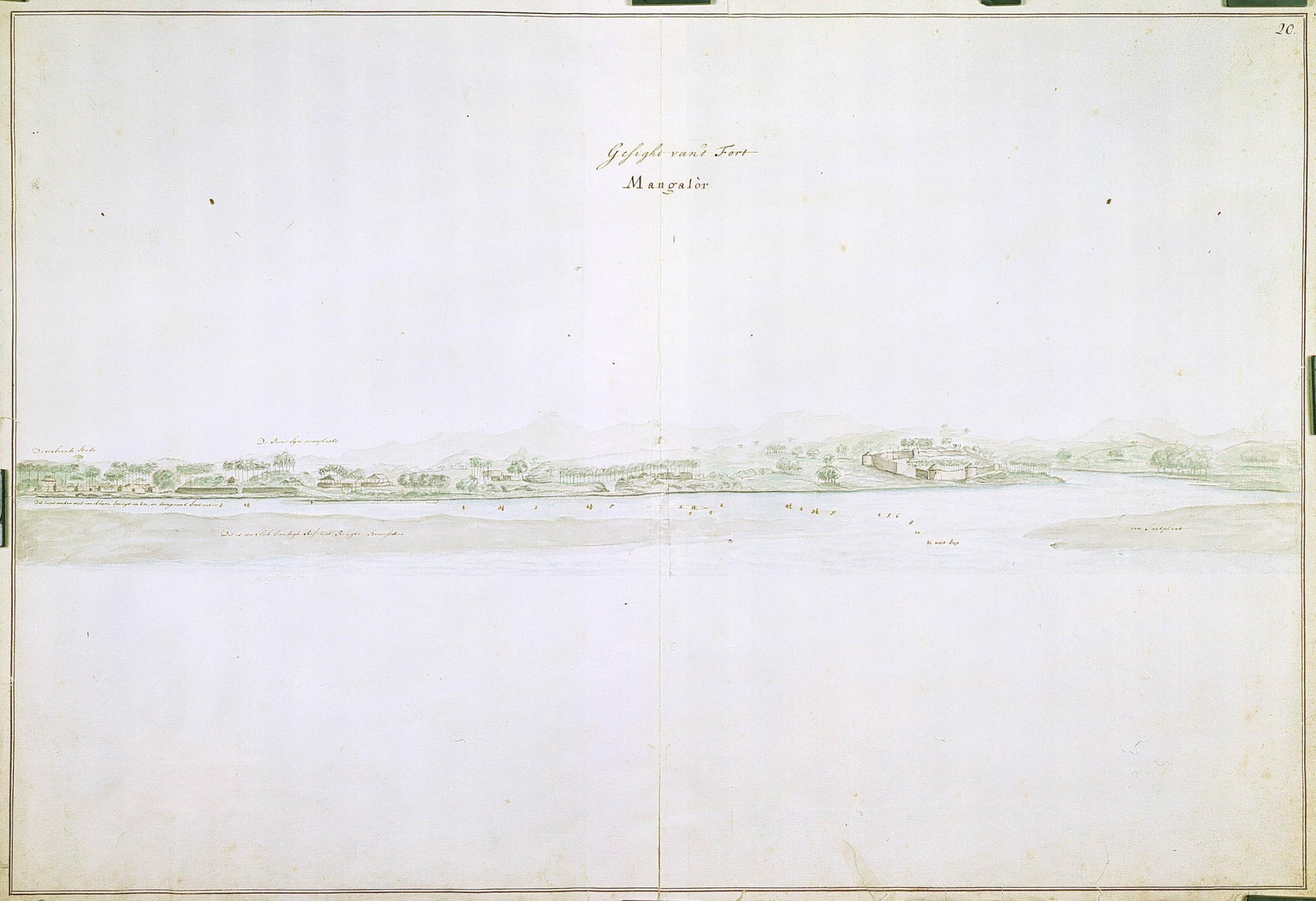
Gezicht van 't Fort Mangalor. tussen 1690 en 1705
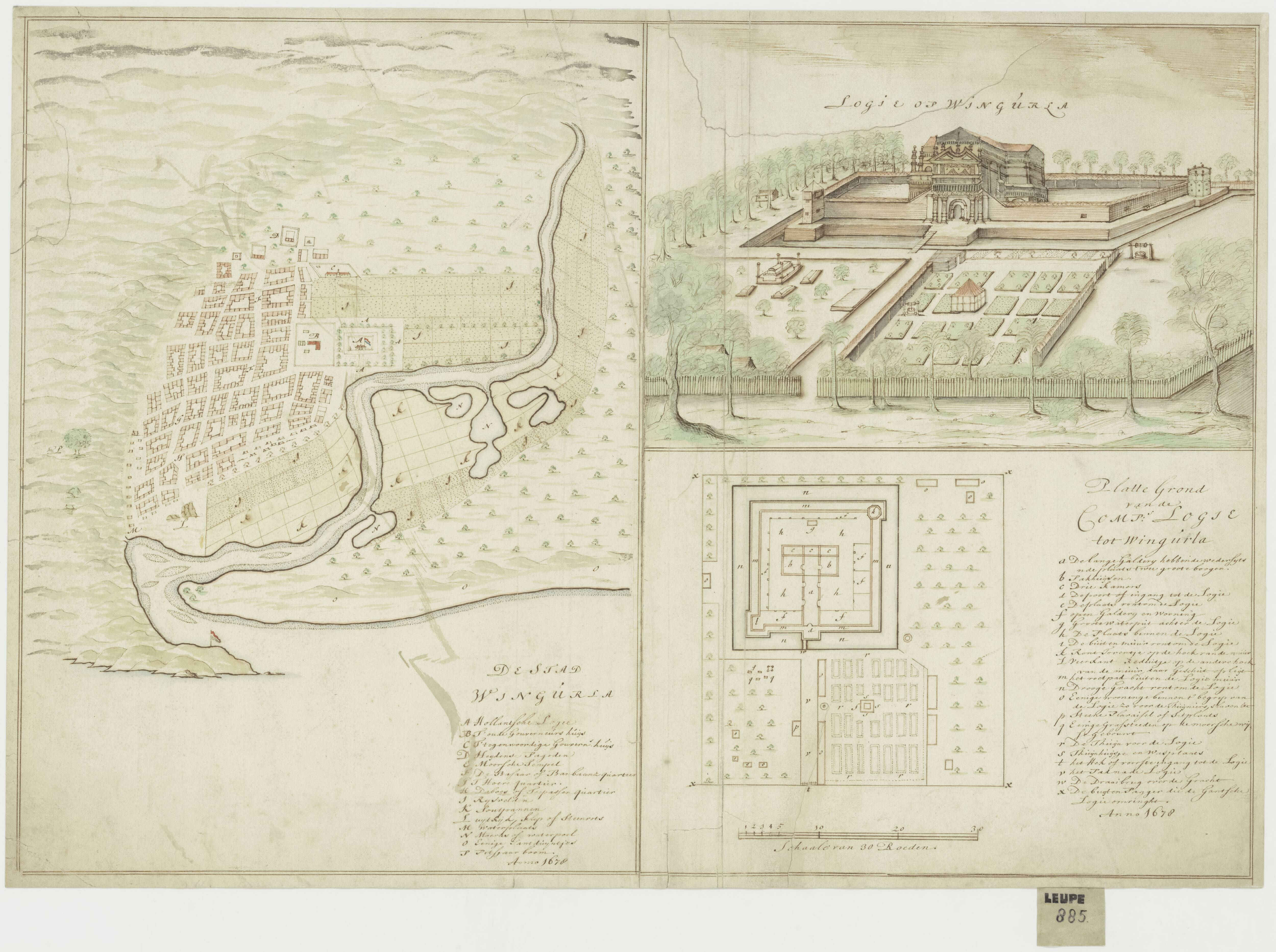
Afbeelding van de Logie op Wingurla. na 1690
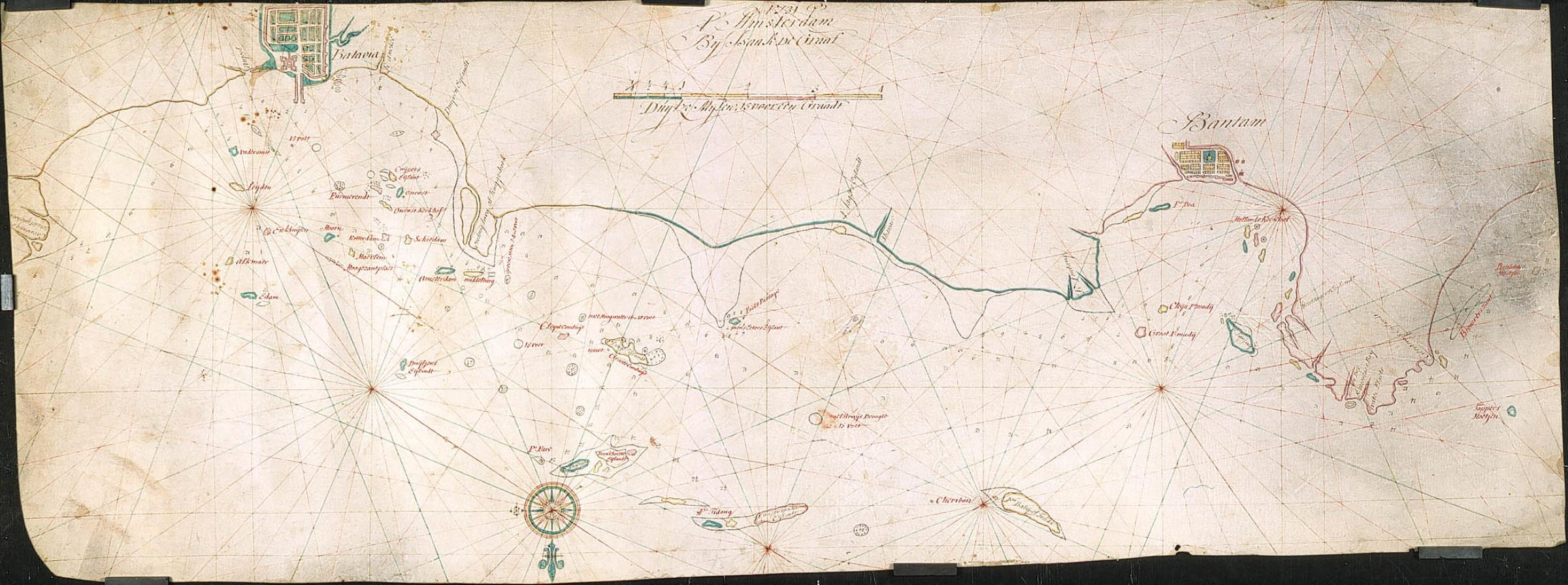
Kaart van de Noordkust van Java, van Geertruyts Eyland tot aan de hoek van Crawang, met de daarvoor liggende kleinere Eilanden. 1731
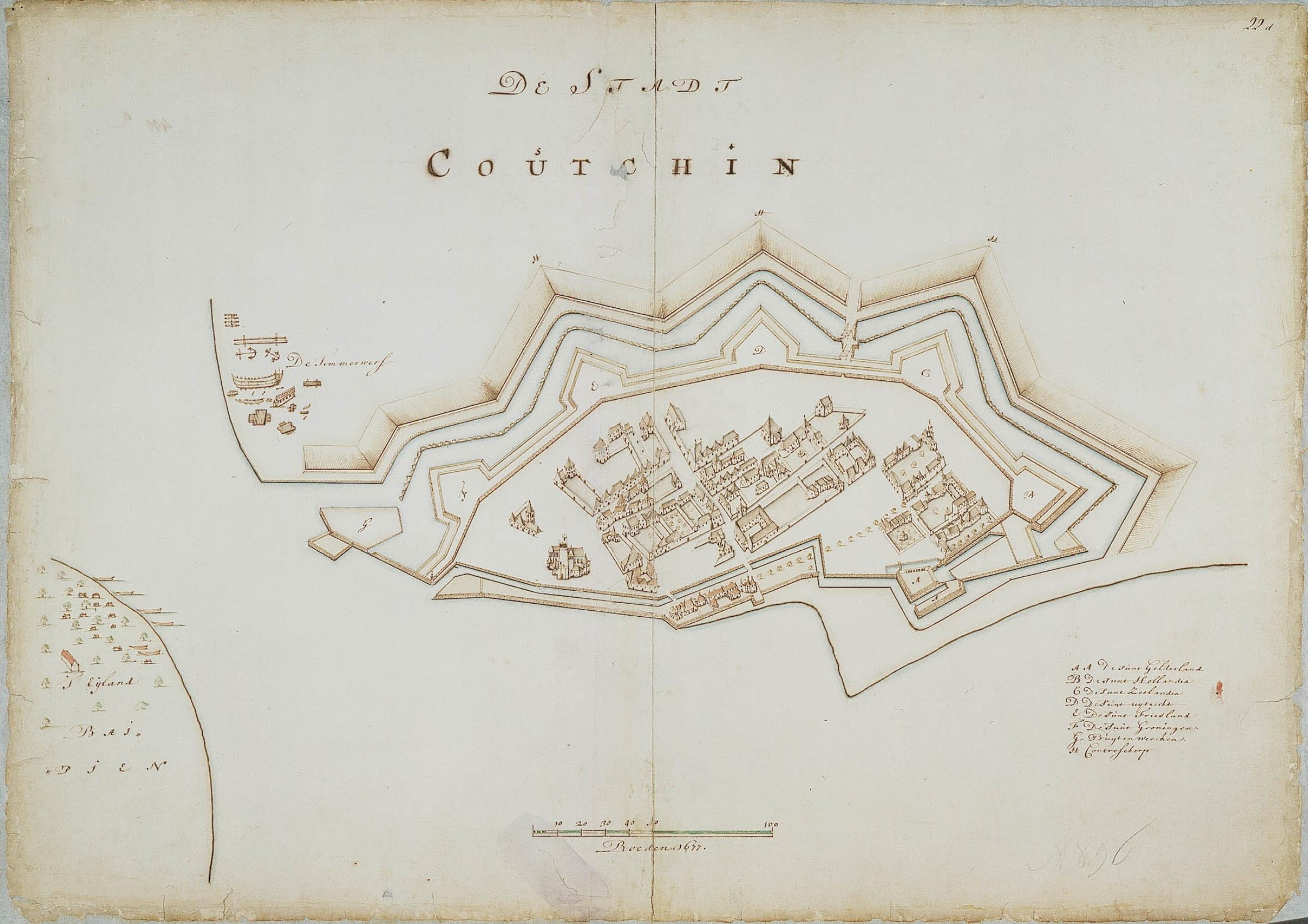
Gezicht op de Stadt Coutchin en een gedeelte van 't Eyland Baipien. tussen 1690 en 1705
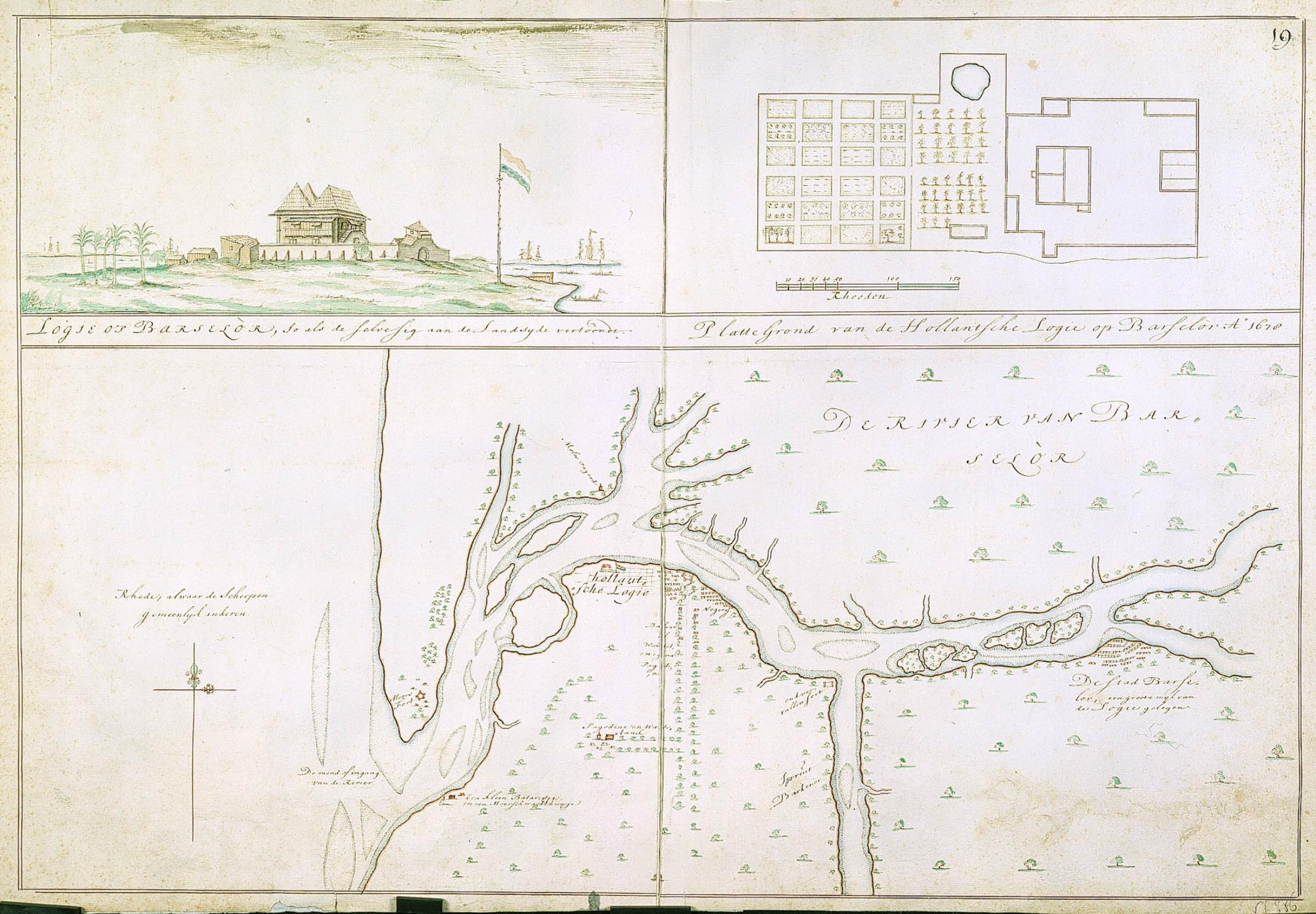
Logie op Barselor, so als deselve sig aan de Landsyde vertoondt. tussen 1690 en 1705
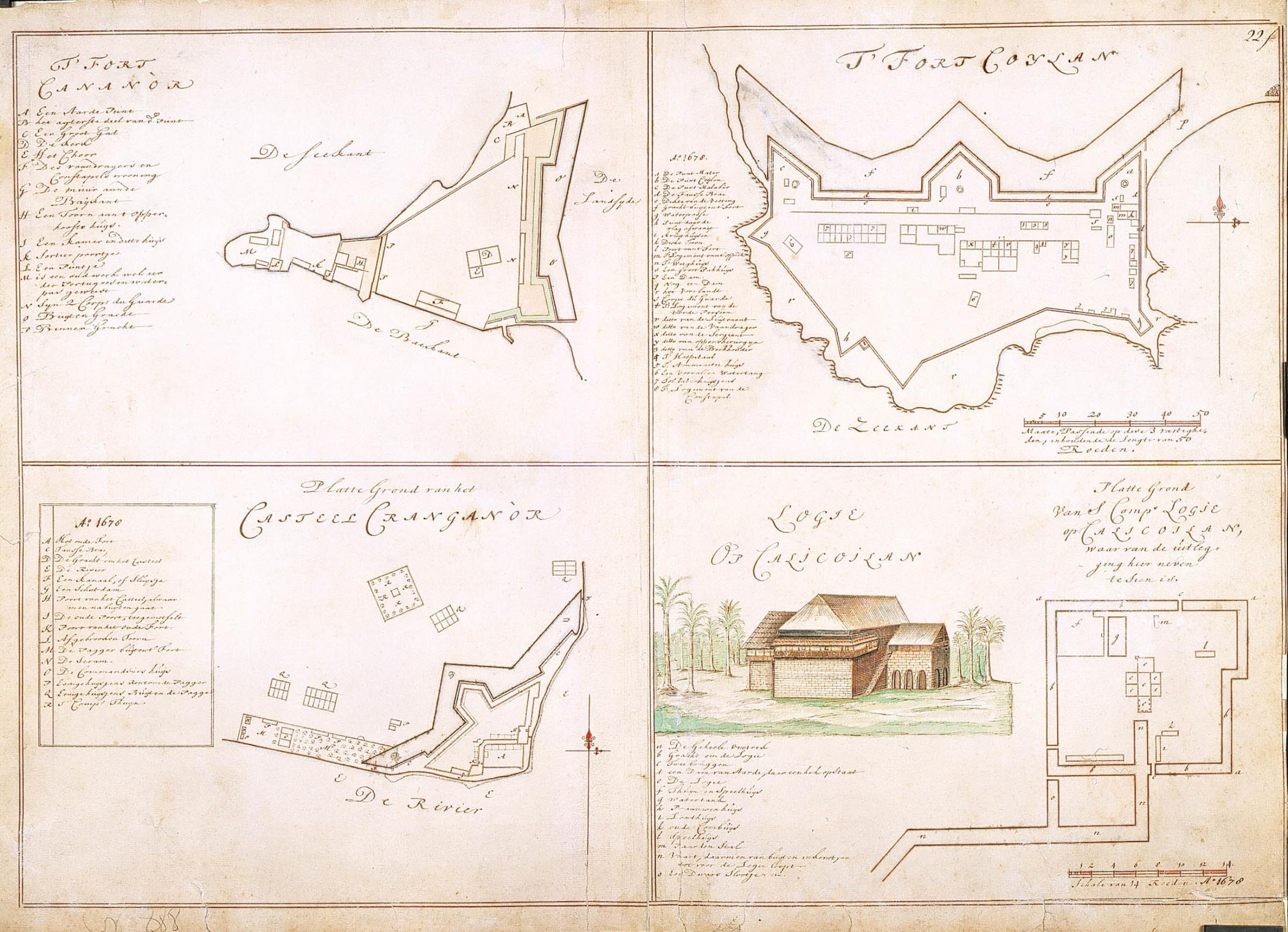
Plattegronden van de forten te Cananor, Cranganor, Coylan en Calicoilan. tussen 1690 en 1705
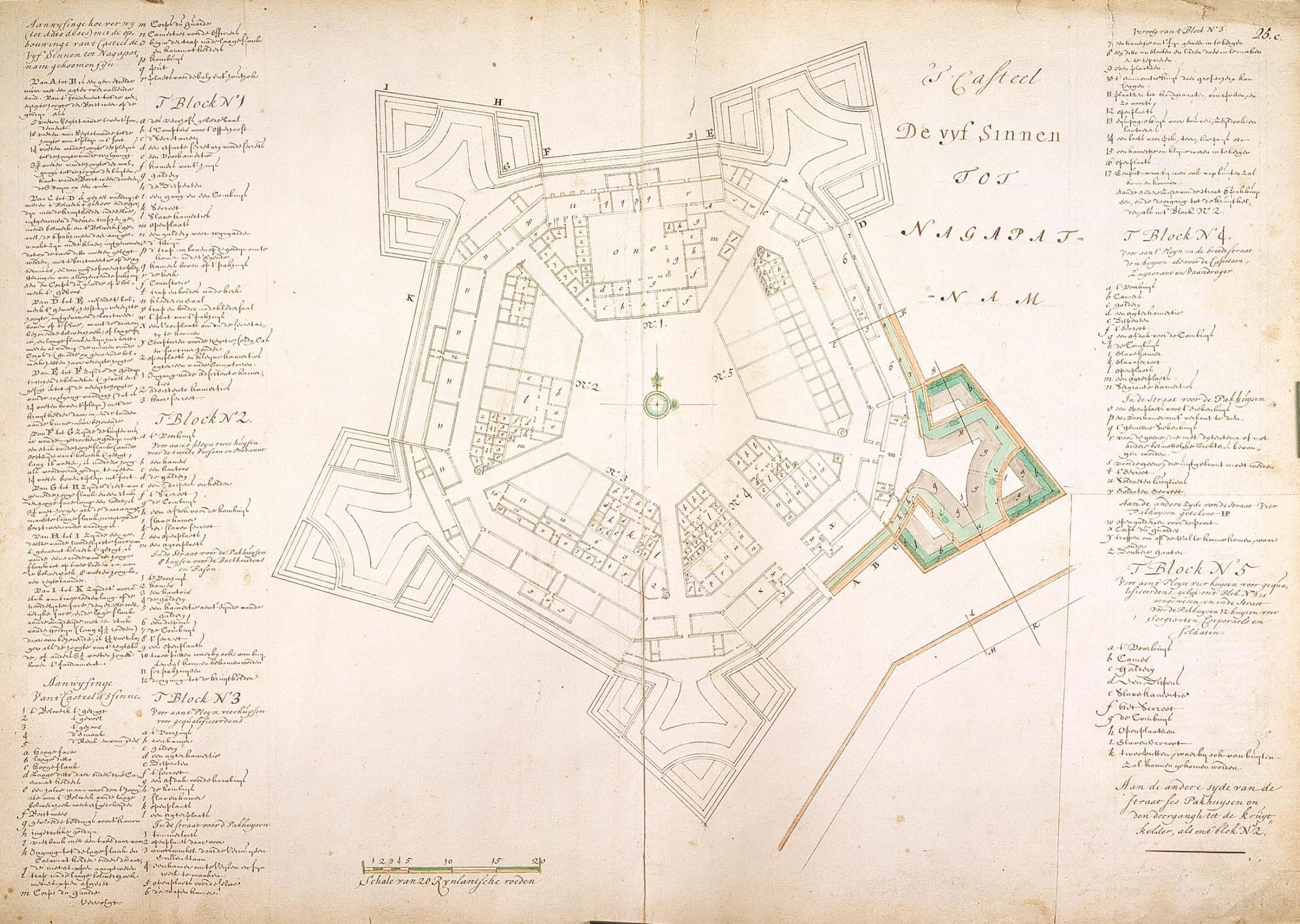
Plattegrond van kasteel de Vyf Sinnen te Nagapatnam. na 1690
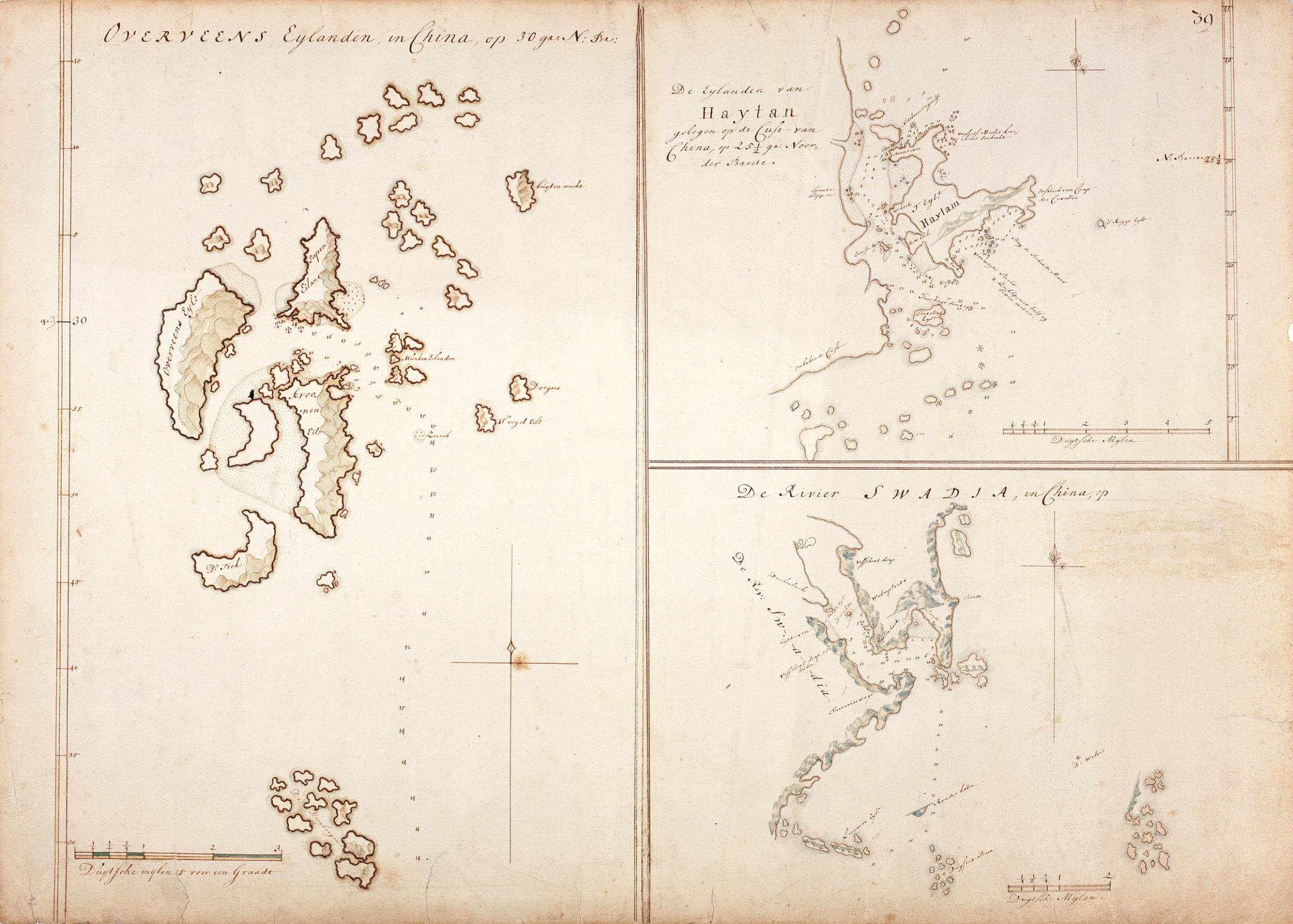
Kaart van de Overveens Eylanden in China. na 1690

## Werken
De Graaf had verstand van financiële, economische en wiskundige principes. Dit ziet men terug in zijn werken. Hieronder een (incompleet) overzicht:
- Waywels proportie, die de middellyn van een rond heeft tot zyn omtrek, onderzogt en zeer gebrekkelyk bevonden. Uitgegeven door Johannes Loots, Amsterdam, 1714
- Zamengevoegde intrest en rabat-reekening of 't gebruyk van deze intrest-tafelen. Amsterdam, 1714
- Jaartafelen van zamengevoegde intrest op winning en verlies. Amsterdam, 1714 en 1728
- Waardije van lijfrenten naar proportie van losrenten. Amsterdam, 1729
- Analysis aequationum algebraïcarum, of Algemeene ontbinding der bepaalde stelkonstige vergelykingen van drie, vier, vyf, ses en meer afmetingen. Amsterdam, 1732